# 1750 год в музыке

## События
- Фаринелли был посвящён в рыцари королём Испании Фердинандом VI.
- Десятилетний Карл Диттерс фон Диттерсдорф начинает играть с оркестром венской Шоттенкирхен.
- Иоганн Себастьян Бах диктует ученику и зятю Иоганну Кристофу Альтниколю хоральные прелюдии BWV 666 и 667. Затем они добавляют их к рукописи «Восемнадцать великих хоральных прелюдий[англ.]» (BWV 668 добавляется посмертно).

## Классическая музыка
- 1750 обычно считается последним годом периода барокко.
- Леопольд Моцарт — Partita for Violin, Cello and Double Bass «Frog».

## Опера
- Иоганн Фридрих Агрикола — Il filosofo convinto in amore.
- Уильям Бойс — The Roman Father.

## Родились
- 25 января — Иоганн Готфрид Фирлинг[нем.], немецкий органист и композитор (умер в 1813)
- 23 марта — Иоганнес Маттиас Шпергер[нем.], Austrian contrabassist and composer (умер в 1812)
- 18 августа — Антонио Сальери, итальянский и австрийский композитор, дирижёр и педагог (умер в 1825)
- Ноябрь — Антон Стамиц, немецкий композитор и скрипач чешского происхождения, крупный представитель «мангеймской школы» (год смерти неизвестна)
- дата неизвестна — Михаил Алексеевич Матинский, надворный советник; русский композитор, драматург, переводчик, педагог, математик (умер около 1820)
- предположительно — Франческо Антонио Розетти (имя и фамилия при рождении — Франц Антон Рёсслер), немецкий композитор и контрабасист чешского происхождения (умер в 1792)

## Умерли
- 4 января — Кристоф Шютц[нем.], немецкий музыкальный издатель (род. в 1689)
- 29 января — София Шрёдер, шведская певица-сопрано,[1][2] одна из первых двух женщин, которые были официально приняты в Королевский придворный оркестр (род. в 1712)
- 22 февраля — Пьетро Филиппо Скарлатти, итальянский композитор, органист и хормейстер (род. в 1679)
- 6 марта — Доменико Монтаньяна, итальянский мастер смычковых инструментов (род. в 1686)[3]
- 2 июня — Валентин Ратбергер[англ.], немецкий композитор, органист и хормейстер (род. в 1682)
- 28 июля — Иоганн Себастьян Бах, немецкий органист-виртуоз, музыкальный педагог и композитор (род. в 1685)
- Август — Джон Тафтс[англ.], американский музыкальный педагог (род. в 1689)
- 15 сентября — Чарльз Теодор Пахельбель[англ.], американский органист, клавесинист и композитор немецкого происхождения, сын Иоганн Пахельбеля (род. в 1690)
- 3 октября — Георг Маттиас Монн[англ.], австрийский композитор, органист и музыкальный педагог (род. в 1717)
- 16 октября — Сильвиус Леопольд Вайс, силезский композитор, лютнист и музыкальный педагог (род. в 1687)
- Ноябрь — Джузеппе Саммартини, английский композитор и гобоист итальянского происхождения (род. в 1695)
- 15 ноября — Панталеон Гебенштрейт[англ.], немецкий учитель танцев, педагог, музыкант, композитор и изобретатель клавишного музыкального инструмента панталон[англ.] (род. в 1668)
- дата неизвестна — Франческо Гофрилле (итал. Francesco Goffriller), венецианский виолончельный мастер, брат Маттео Гофрилле (род. в 1692)